# Juliakolibri
Die Juliakolibri (Chlorestes julie; Syn. Juliamyia julie, Damophila julie, Ornismyia julie) ist eine Vogelart aus der Familie der Kolibris (Trochilidae). Die Art kommt in den Ländern Panama, Kolumbien, Ecuador und Peru vor. Der Bestand wird von der IUCN als nicht gefährdet (Least Concern) eingeschätzt.

## Merkmale
Der Juliakolibri erreicht eine Körperlänge von etwa 8,1 cm, wobei der kurze gerade Schnabel 1,3 cm lang und der Unterschnabel überwiegend fleischfarben mit schwarzer Spitze ist. Die Oberseite der Männchen schimmert grün, wobei der Oberkopf und die Kehle goldgrün glänzen. Der hintere Teil der Unterseite glitzert violettblau. Der abgestufte abgerundete Schwanz ist bläulich-schwarz. Das Weibchen ist etwas kleiner. Die Oberseite ist grün gefärbt. Die hellgraue Färbung der Unterseite geht Richtung Bauch ins Weißliche über. Die Flanken und die Kehle sind gelegentlich von grünen Flecken durchzogen.

## Verhalten
Meist halten sich die Vögel bodennah an Waldrändern, an Waldlichtungen oder offenen Waldungen auf. Gelegentlich fliegen sie auch die höheren blühenden Baumkronen an. Sie sind eher Einzelgänger, halten sich bei der Nektarsuche aber auch in Gesellschaft von anderen Kolibris auf.

## Lautäußerungen
Die hellklingende Stimme der Männchen hört sich wie eine Serie von prrri-Lauten an. Während der Brutzeit sitzen sie in 1 bis 10 Metern Höhe und stoßen ein insektenähnliches vieie, veii, veii, veii aus. Ihr Alarmruf klingt wie si, si, sik.

## Unterarten
Es sind drei Unterarten bekannt:

Verbreitungsgebiet (grün) des Juliakolibris

- Chlorestes julie panamensis (Berlepsch, 1884)[5] – Diese Unterart kommt im zentralen Panama vor. Hier ist sie in der Provinz Coclé bis Guna Yala und der Provinz Darién[3] bis an den Unterlauf des Río Atrato und Río Sinú in Kolumbien verbreitet.[1] Die Kehle ist mehr goldgrün und schillert weniger blaugrün. Die Scheitelfärbung wirkt eher matt grün und weniger brillant.
- Chlorestes julie julie (Bourcier, 1843)[6] – Die Nominatform ist im nördlichen und zentralen Kolumbien verbreitet. Im Tal des Río Magdalena kommt sie in Höhen von bis zu 1750 Metern, sonst bis auf 600 Meter vor.  Hier ist sie von Cartanga über beide Berghänge der Sierra Nevada de Santa Marta und das Magdalena-Tal bis in den nördlichen Teil des Departamento del Tolima präsent.[1]
- Chlorestes julie feliciana (Lesson, 1844)[7] – Diese Subspezies kommt vom Südwesten Kolumbiens über den Westen Ecuadors bis in den Nordwesten Perus vor. In Ecuador reicht das Verbreitungsgebiet von der Provinz Esmeraldas und der Provinz Manabí bis in die Provinz El Oro und den Westen der Provinz Loja. Es wird vermutet, dass es sich bis in das Departamento de Nariño in Kolumbien erstreckt. In Peru kommt sie  nur in der Region Tumbes vor.[8] Die Unterart hat einen etwas längeren Schnabel. Der Oberkopf und die Kehle glitzern metallisch grün.

## Etymologie und Forschungsgeschichte
Jules Bourcier beschrieb den Kolibri unter dem Namen Ornismyia julie. Das Typusexemplar zur Beschreibung stammte aus Tunja in Kolumbien.  Da der Autor relativ zeitnah den gleichen Artikel, aber mit dem Namen Ornismyia juliae publizierte, findet sich gelegentlich in der Literatur das Artepitheton juliae. Obwohl Revue Zoologique das Jahr 1842 als Publikationsdatum ausweist, ist Bourciers Artikel tatsächlich erst im Jahr 1843 erschienen. Es war Heinrich Gottlieb Ludwig Reichenbach, der den Kolibri 1854 in die neue Gattung Damophila einordnete, sodass sich der Name Damophila julie sehr lange in der Wissenschaft hielt. Den Gattungsnamen Damophila hatte John Curtis jedoch bereits 1832 für eine Schmetterlings-Art verwendet, die heute unter dem Namen Coleophora trifolii geführt wird. Da Charles Lucien Jules Laurent Bonaparte 1854 den Gattungsnamen Juliamyia für den Juliakolibri verwendete, hat dieser Name kurzzeitig Priorität nach den Internationalen Regeln für die Zoologische Nomenklatur. Im Jahr 1854 führte Reichenbach ebenfalls den neuen Gattungsnamen Chlorestes für die Zimtbauchamazilie (Syn: Ornysmia cinnamomea) ein. Chlorestes ist ein griechisches Wortgebilde aus χλωρός chlōrós für „grün“ und ἐσθής, ἐσθῆτος esthḗs,esthḗtos für „Kleid, Kleidung“. Der Artname »julie« ist Julie Ronchivole (1801–1868), der Ehefrau von Étienne Mulsant (1797–1880) gewidmet. Mit »feliciana« ehrt René Primevère Lesson Jeanne Françoise Elisa Félicie Abeillé geb. Gard, die Ehefrau von Grégoire Abeillé (1798–1848), einem Arzt und Vogelsammler aus Bordeaux. »Panamensis« wurde von Berlepsch gewählt, weil er das Verbreitungsgebiet der Unterart nur Panama und der Provinz Veraguas zuordnete.